# Elias Brenner
Elias Brenner (Isokyrö, 1647 – Stoccolma, 1717) è stato un miniatore, incisore e archeologo svedese.

## Biografia
Nonostante la produzione di Brenner sia formata da poche opere, è considerato uno dei più importanti miniaturisti svedesi del XVII secolo.
Nell'arco della sua carriera realizzò prevalentemente ritratti, tra i quali quello di Carlo IX di Svezia e quello di Hartvy Losch, conservati a Stoccolma, oltre che quello di Osten Pihi, nel Museo di Helsingfors e di altri membri della famiglia reale svedese.
Fu nominato pittore miniatore di corte.
Si distinse anche per la scrittura del Thesaurus nummorum Sueuo-Gothicorum (1691),dopo aver raccolto una grande quantità di monete e di medaglie svedesi.
Da ricordare l'attività letteraria della sua seconda moglie, Sophia Elisabet Brenner, da cui ebbe quindici figli, che la mise in evidenza per le sue capacità, raccogliendo le sue liriche in due collezioni, la prima del 1713, la seconda del 1732.
Brenner la incoraggiò a proseguire i suoi studi di lingue moderne e a coltivare i suoi interessi culturali e il suo talento poetico. I due formarono, anche a livello pubblico, un affiatato sodalizio intellettuale. La loro casa divenne uno dei salotti più rinomati dell'Illuminismo svedese, frequentato da intellettuali come l'attrice Aurora Königsmarck, la pittrice Anna Maria Ehrenstrahl, il poeta Johan Runius, il viaggiatore Johan Gabriel Sparwenfeld, il numismatico Nils Keder e il dottore e scrittore Urban Hjärne. 

## Opere
- Ritratto di Carlo IX di Svezia;
- Ritratto di Osten Pihi;
- Ritratto di Hartvy Losch;
- Thesaurus nummorum Sueuo-Gothicorum (1691).